# Birkenhead
Birkenhead är en stad i grevskapet Merseyside i England. Staden ligger i distriktet Wirral, på halvön Wirral. Den är belägen tvärs över Mersey från Liverpool, och är känd för sin varvsindustri. Tätortsdelen (built-up area sub division) Birkenhead hade 142 968 invånare vid folkräkningen år 2011.
Staden var först i Europa med spårvagnstrafik. Trots att Birkenhead ligger utanför Wales var den arrangör för den nationella walesiska festivalen Eisteddfod år 1917.

## Historia
Ett benediktinkloster vars ruiner ännu finns kvar anlades på platsen redan omkring 1150, men Birkenhead förblev länge en obetydlig by, 1821 fanns här ännu endast 221 invånare. 1824 anlades Lairds skeppsvarv på platsen, vilket blev impulsen till det moderna Birkenheads framväxt, 1847 öppnades den första dockan i staden vid Wallasey Pool. Dockorna i staden täckte i början av 1900-talet ett område av 2 kvadratkilometer. Från 1861 förbands Birkenhead via en järnvägstunnel med Liverpool. 1871 hade staden 65 971 invånare, år 1911 hade antalet ökat till 130 794. Birkenhead drabbades hårt av de tyska bombningarna under andra världskriget, särskilt under 1941.